# Tokyo Vice
Tokyo Vice är en amerikansk thriller- och dramaserie vars första säsong hade premiär på HBO Max den 7 april 2022. Serien är baserad på Jake Adelsteins roman med samma namn från 2009. Serien är skapad av Kathleen Shugrue för strömningstjänsten Disney+. Första säsongen bestod av åtta avsnitt. Andra säsongen som också består av åtta avsnitt planeras att ha premiär den 25 april 2024.

## Handling
Serien utspelar sig år 1999 och kretsar kring den amerikanske journalisten Jake Adelstein som flyttar till Tokyo. För att få chansen att arbeta på en stor japansk tidning måste han klara av ett skriftligt test på japanska, och får sedan börja jobba från botten i hierarkin. Han börjar utforska den japanska undre världen och lever enligt devisen att "mord inte inträffar i Tokyo".

## Rollista i urval
- Ansel Elgort - Jake Adelstein
- Ken Watanabe - Hiroto Katagiri
- Rachel Keller - Samantha Porter
- Hideaki Itō - Jin Miyamoto
- Shō Kasamatsu - Sato
- Rinko Kikuchi - Emi Maruyama
- Ella Rumpf - Polina
- Kōsuke Toyohara - Baku
- Masato Hagiwara - Duke
- Shun Sugata - Hitoshi Ishida
- Noémie Nakai - Luna
- Tomohisa Yamashita - Akira
- Yuka Itaya - Mrs. Katagiri
- Jessica Hecht - Willa Adelstein